# 詛咒

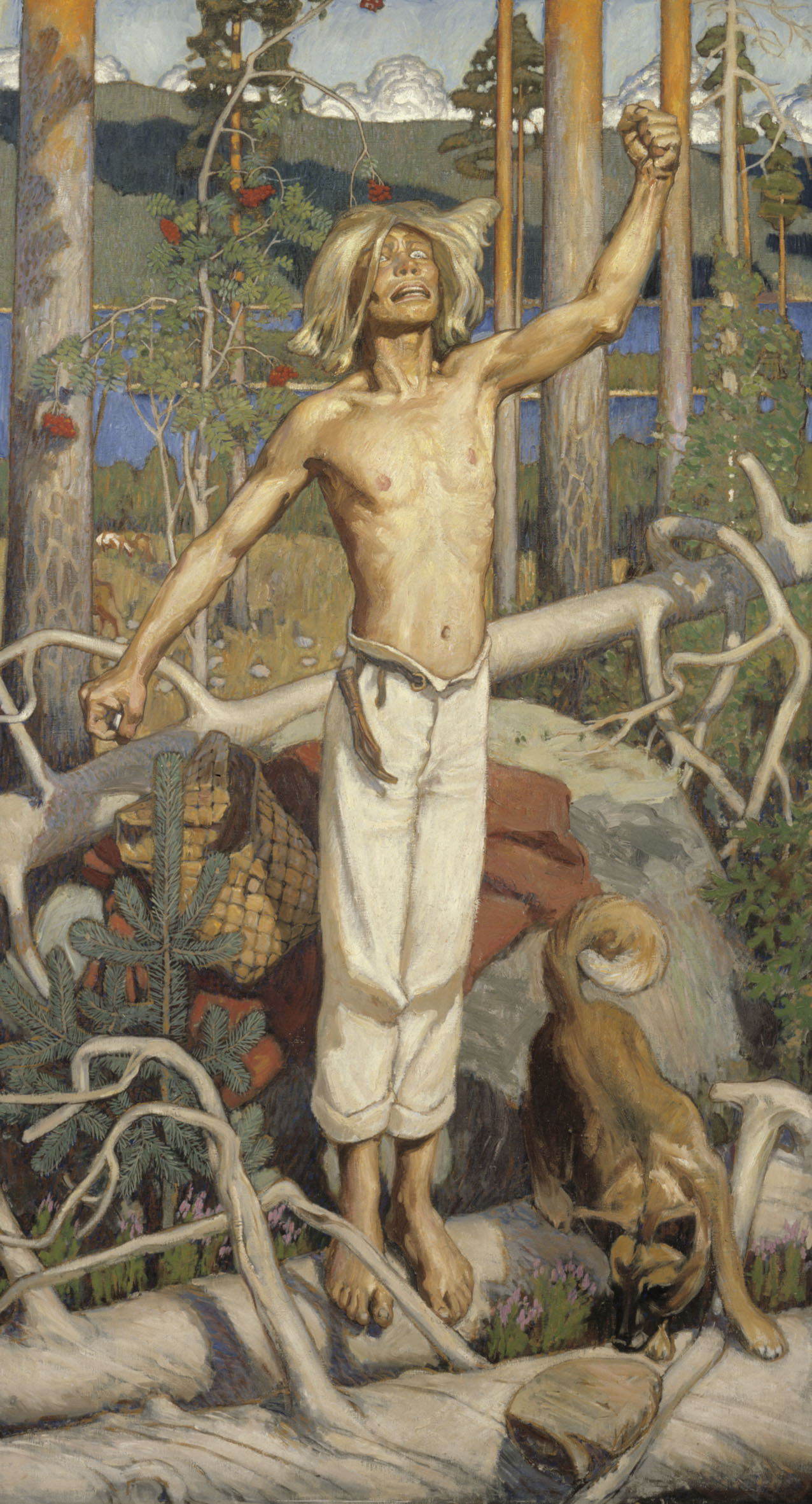
阿克瑟利·盖伦-卡雷拉，《库勒沃的诅咒》，1899年

詛咒通常都是一種使他人不幸的预言或许愿。除语句外有时诅咒也伴随有手势。有時候是希望一些超自然力量使他人受到任何形式的損害，也是一种针对他人的言语性报复。在最早的时候诅咒是一种魔法儀式，目的是用它来给一个人或者一个地方带来灾害。诅咒的原因往往是愤怒或者报复或者希望惩罚被诅咒的人或者地方。被诅咒的人不必在场，也不必知道他被诅咒了。
与詛咒相对的是祝福。
在日常生活中有时诅咒和谩骂也可能混淆到一起，即咒骂，比如“活见鬼”。有时诅咒也可能用来表示自己的懊恼和愤怒，比如“该死”、“你给我小心点”。同时诅咒也能体现自我保护的意愿，比如“如果你惹到我了，你就会遭报应”等等。
善神必然不會詛咒人，詛咒人的只會是惡神。

## 历史
本来诅咒是一个非常严厉的社群惩罚，因为社群相信诅咒的力量，因此社群会避免被诅咒的人，导致他的隔离。在《圣经》中有挪亞诅咒自己的孙子，含姆的儿子迦南的故事，这可能是最早流传下来的关于诅咒的传说。
在童话里有时也体现出詛咒的严厉性，比如在《睡美人》里诅咒不能被取消，而只能被削弱。
有很多故事、戲劇、遊戲等的題材都是關於詛咒。通常都是與恐怖、鬼神等等有關。亦有可能是一些都市傳說。

## 艺术
在神话和小说里诅咒这个动机经常出现，譬如希臘神話就曾有大地女神蓋亞詛咒神王克羅諾斯被兒子宙斯推翻的描述。

## 延伸閱讀
- The Random House Dictionary, copyright 2009 by Random House, Inc.
- Curse tablets and Binding Spells from the Ancient World by John G. Gager ISBN 0-19-506226-4
- Maledicta: The International Journal of Verbal Aggression ISSN US 0363-3659
- Supernatural Hawaii by Margaret Stone. Copyright 1979 by Aloha Graphics and Sales. ISBN 0-941351-03-3
- The Secret Obake Casebook Tales from the Darkside of the Cabinet by Glen Grant. Copyright 1997 by Glen Grant. ISBN 1-56647-183-4